# ديفيد غودوين
ديفيد غودوين (بالإنجليزية: David Goodwin)‏ هو لاعب هوكي جليد أمريكي، ولد في 27 فبراير 1992.

## وصلات خارجية
- ديفيد غودوين على موقع EliteProspects.com (الإنجليزية)
- ديفيد غودوين على موقع Eurohockey.com (الإنجليزية)
- ديفيد غودوين على موقع HockeyDB.com (الإنجليزية)